# Jacques Benveniste
Jacques Benveniste (Parigi, 12 marzo 1935 – Parigi, 3 ottobre 2004) è stato un immunologo francese.
Il suo nome venne alla ribalta nel 1988, quando pubblicò su Nature uno studio che sembrava dimostrare l'efficacia dell'omeopatia, rivelatosi invece una truffa.

## Biografia
Jacques Benveniste, laureato in Medicina, dopo aver esercitato in alcuni ospedali parigini si è dedicato alla ricerca biomedica. Ha collaborato con l'Institut de Recherche sur le Cancer (CNRS) e con la Scripps Clinic and Research Foundation (La Jolla, California). Nel 1978 è diventato direttore di ricerca all'INSERM (Clamart), quindi capo dell'unità di immunologia. In ambito scientifico il suo nome diviene celebre nel 1979 per aver scoperto la molecola del PAF (Platelet-Activating Factor, in italiano Fattore attivante le piastrine), un fattore biochimico fondamentale per l'attivazione piastrinica.

### L'asserita scoperta della "memoria dell'acqua"
Benveniste ha legato il suo nome ad una ricerca apparentemente rivoluzionaria: pubblicò infatti, nell'estate del 1988, gli sconcertanti risultati delle sue ricerche riguardanti la cosiddetta "memoria dell'acqua". Tali risultati parevano convalidare per la prima volta su base scientifica i principi della medicina omeopatica di Samuel Hahnemann. Le ricerche condotte da Benveniste, riassunte nei risultati pubblicati su Nature, suscitarono forti reazioni nell'ambiente scientifico; la conclusione del suo lavoro, se confermata, avrebbe infatti smentito consolidate conoscenze di fisica, chimica e medicina, come ad esempio la legge di Avogadro.
Le perplessità del mondo scientifico portarono alla costituzione di una commissione di controllo, avente come scopo quello di verificare le affermazioni fatte e ripetere gli esperimenti in ambiente controllato. La commissione fu composta dal direttore di Nature (John Maddox), da Walter Stewart, ricercatore specializzato in patologia clinica e particolarmente esperto di errori e frodi nella ricerca medica, e da James Randi. La commissione di controllo riscontrò una pesante manipolazione dei risultati da parte del medico francese e della sua segretaria: si era trattato di una consapevole falsificazione dei dati. La rivista Nature illustrò la scoperta del falso pubblicando una relazione sulle proprie pagine, e smentendo i risultati del medico francese.
Le ricerche iniziate negli anni ottanta da Benveniste e dai gruppi da lui capitanati sono state successivamente riprese da altri laboratori, nessuno dei quali riuscì a riprodurre i risultati dichiarati dallo studioso francese; lo stesso istituto INSERM provò senza successo a riprodurre l'esperimento. Successivamente furono scoperti conflitti di interesse tra il medico francese e industrie di prodotti omeopatici, come la LHF e la Boiron, dalle quali Benveniste aveva ricevuto sovvenzioni e pagamenti non dichiarati. Per questo motivo fu allontanato dall'istituto in cui lavorava non appena il contratto giunse a scadenza.
Successivamente, Benveniste sviluppò l'idea che le proprietà biologiche delle molecole fossero trasmesse a distanza. A suo dire, quindi, sarebbe stato possibile modificare le proprietà di qualsiasi sostanza mediante trasmissioni radio.
Queste affermazioni incuriosirono il Dipartimento della Difesa Statunitense (per eventuali applicazioni militari), che con la collaborazione di Benveniste provò a verificare e riprodurre gli esperimenti del medico francese, senza però riuscire ad ottenere risultati.